# Kostel Navštívení Panny Marie (Letov)
Římskokatolický farní kostel Navštívení Panny Marie v Letově, části města Podbořany v okrese Louny, je barokní sakrální stavba stojící na mírném vršku uprostřed návsi. Od roku 1964 je kostel chráněn jako kulturní památka.

## Historie
Letov byl zmíněný roku 1325 v souvislosti s prodejem obce vyšehradské kapitule. Byl farní vsí již roku 1384, ale původní kostel spolu s celou vesnicí vyhořel za třicetileté války roku 1636. Zachovala se pouze tři stavení. Starý kostel stál snad na místě dnešní zničené pohřební kaple. Nový barokní kostel byl postaven až roku 1774 jako náhrada za zničenou gotickou svatyni. V letech 1945–1989 byl kostel postupně devastován. Po roce 2000 se kostel měnil rychle ve zříceninu. Ve střeše lodi menší díry. Je staticky narušen; ve zdivu je více prasklin. Omítka mírně poškozena. Část oken rozbitá nebo chybějí. Okenice z věže ukradli na otop místní obyvatelé. Když byly ukradeny i trámy z krovů, vstupy do kostela byl zazděny. Kostel v současnosti spravuje spolek Pro kostely.

## Architektura

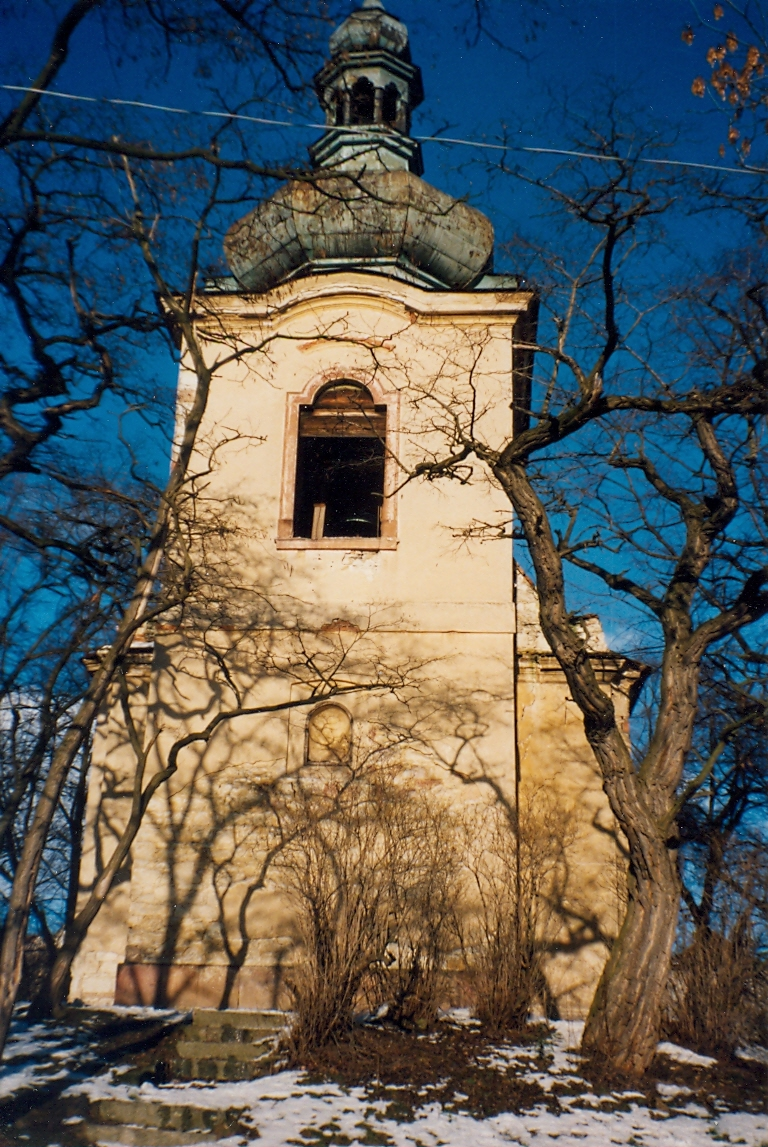
Věž kostela v Letově

Kostel je jednolodní s trojboce zakončeným presbytářem, se sakristií v ose na východní straně a s hranolovou věží stojící před jihozápadním průčelím, které je zakončená cibulí s lucernou. Fasády kostela jsou nečleněné. Nároží lodi jsou konkávně vybrána. Obdélná okna jsou zakončena segmentem. Na plochých stropech presbytáře a lodi jsou štuková zrcadla a rámování. Stěny jsou nečleněné.

## Zařízení
Údaje o vnitřním zařízení z roku 1978 uvádějí, že hlavní oltář je z 2. poloviny 18. století. Jedná se o portálový oltář se soškami světců. Dva protějškové boční oltáře jsou zasvěceny sv. Anně a asi sv. Alosii. Jsou z 2. poloviny 17. století s novými sochami Panny Marie a sv. Josefa. Kazatelna má rokajový dekor. Lavice mají řezaná čela, postranice a zadní strany jsou s mřížkovým a rokajovým dekorem. Pocházejí z období kolem roku 1730. Zařízení bylo přesunuto do depozitářů.